# Clément Chantôme
Clément Chantôme (Sens, 11 september 1987) is een Franse voetballer (middenvelder) die onder contract staat bij Franse eersteklasser Paris Saint-Germain. Hij is een jeugdproduct van de club. In 2008 won hij met de club de Coupe de la Ligue. Tijdens het seizoen 2013/14 wordt hij uitgeleend aan FC Toulouse.
Sinds 2006 heeft Chantôme zes wedstrijden voor de Franse U-21 gespeeld. Hij behaalde zijn enige interland voor Frankrijk op 12 oktober 2012 in een vriendschappelijke interland tegen Japan. Hij kwam tijdens de rust in voor Blaise Matuidi, maar moest een kwartier voor tijd geblesseerd het veld verlaten.

## Carrière
- 1999-2006: Paris Saint-Germain (jeugd)
- 2006- nu : Paris Saint-Germain
  - 2013- nu : Toulouse FC (uitgeleend)